# Eucynortula alboirrorata
Eucynortula alboirrorata is een hooiwagen uit de familie Cosmetidae.